# Монтефано
Монтефано (итал. Montefano) насеље је у Италији у округу Мачерата, региону Марке.
Према процени из 2011. у насељу је живело 2331 становника. Насеље се налази на надморској висини од 210 м.

## Становништво
| 1931. | 1936. | 1951. | 1961. | 1971. | 1981. | 1991. | 2001. | 2011. |
| ----- | ----- | ----- | ----- | ----- | ----- | ----- | ----- | ----- |
| 4.502 | 4.616 | 4.635 | 3.931 | 3.249 | 2.915 | 2.916 | 3.228 | 3.555 |